# Xing’an (prowincja)
Xing’an – dawna chińska prowincja, istniejąca w latach 1932–1949 na obszarze Mandżurii, najpierw jako część Mandżukuo (1932-1945), a następnie Republiki Chińskiej (1945-1949).
Prowincja została utworzona przez Japończyków wraz z proklamacją marionetkowego państwa Mandżukuo w 1932 roku, oficjalnie jako autonomiczna prowincja mongolska. W 1939 roku podzielono ją na cztery mniejsze prowincje, które jednak już w 1943 roku ponownie połączono w jedną. Wraz z likwidacją Mandżukuo w 1945 roku, prowincja została przyłączona do Republiki Chińskiej.
Stolicą prowincji było miasto Hailar.
Po utworzeniu w 1949 roku Chińskiej Republiki Ludowej prowincja została zlikwidowana, a jej terytorium włączono do regionu autonomicznego Mongolia Wewnętrzna.